# Нозьер, Филипп
Филипп Пьер Гастон Франсуа Нозьер (фр. Philippe Pierre Gaston François Nozières; 12 апреля 1932 — 15 июня 2022) — французский физик, работавший в Институте Лауэ-Ланжевена в Гренобле, Франция.

## Образование
В 1952 году Нозьер начал свою научную карьеру, работая над экспериментами с полупроводниками в группе Пьера Эгрена в Высшей нормальной школе в Париже. В 1955 году стажировался у Дэвида Пайнса в Принстонском университете, работая над теорией многих тел. Лето 1956 года он провёл в Bell Labs, где обменялся идеями с различными теоретиками конденсированного состояния, включая Филипа У. Андерсона и Вальтера Кона. Он получил докторскую степень Парижского университета в 1957 году за работу, выполненную в Принстоне.

## Академическая карьера
В 1957 году Нозьер был назначен заместителем директора лаборатории физики Высшей нормальной школы. В 1958 году его академическая карьера была прервана, когда он был призван во французский флот. Он провёл два года, работая над сейсмическими детекторами, предназначенными для обнаружения атомных взрывов. Покинув флот в 1961 году, он стал профессором Парижского университета. Он уехал из Парижа в 1972 году, поступив на работу в Институт Лауэ-Ланжевена в Гренобле, и продолжал работать в этом учреждении до конца своей карьеры. В 1976 году он стал профессором Гренобльского университета, а в 1983 году — профессором Коллеж де Франс.

## Научные интересы
Работа Нозьера была связана с различными аспектами проблемы многих тел. Он внёс значительный вклад в понимание фундаментальной теории твёрдых тел, особенно в изучение поведения электронов в металлах. За короткий период он внёс огромный вклад в концепцию квазичастиц и её связь с ферми-жидкостями, в динамику локальных систем в металлах, в необратимые явления в квантовой физике. Благодаря своей книге («Проблема N тел») и своим исследованиям он за последние 20 лет создал французскую школу в физике твёрдого тела, влияние которой распространяется по всему миру. Его работа в настоящее время сосредоточена на росте кристаллов и физике поверхности.

## Награды
Нозьер был отмечен множеством наград за свою основополагающую работу.
- 1960 — премия Ланжевена от Французского общества физики.
- 1961 — Серебряная медаль Национального центра научных исследований.
- 1974 — премия Хольвека.
- 1981 — избрание членом Французской академии наук.
- 1984/85 — премия Вольфа по физике вместе с Коньерсом Херрингом из Стэнфордского университета за «их большой вклад в фундаментальную теорию твёрдых тел, особенно в изучение поведения электронов в металлах»[8].
- 1988 — Золотая медаль Национального центра научных исследований.
- 1989 — орден «За заслуги».
- 1991 — избрание иностранным членом Национальной академии наук США[9].